# Renault R29
De Renault R29 is een Formule 1-auto die gebruikt werd door Renault in het seizoen 2009. De wagen werd  op 19 januari 2009 voorgesteld op het Autódromo Internacional do Algarve. In het begin van het seizoen werd het team nog gesponsord door ING, maar het team verloor deze sponsoring door het Crashgate-schandaal.
Na een goed einde van het seizoen in 2008 verwachtte het team mee te strijden voor de kampioenschappen in 2009. De wagen bleek echter een teleurstelling. Terwijl Fernando Alonso nog 26 punten haalde, reden Nelson Piquet jr. en Romain Grosjean voornamelijk in de achterhoede. De R29 toonde gedurende het hele seizoen nauwelijks tekenen van vooruitgang, behalve in de Grand Prix van Singapore waar Alonso derde werd, de enige podiumplaats voor Renault van het seizoen.

## Resultaten
| Resultaat                       |
| ------------------------------- |
| Winnaar                         |
| Tweede plaats                   |
| Derde plaats                    |
| Gefinisht (punten behaald)      |
| Gefinisht (geen punten behaald) |
| Niet geklasseerd (NC)           |
| Uitgevallen (DNF)               |
| Niet gekwalificeerd (DNQ)       |
| Gediskwalificeerd (DSQ)         |
| Niet gestart (DNS)              |
| Gewond (INJ)                    |
| Uitgesloten (EX)                |
| Teruggetrokken (WD)             |
| Niet deelgenomen (blanco cel)   |
| P Pole position                 |
| S Snelste ronde                 |

| Jaar | Chassis     | Motor           | Banden | Coureurs          | 1   | 2   | 3   | 4   | 5   | 6   | 7   | 8   | 9   | 10   | 11  | 12  | 13  | 14  | 15  | 16  | 17  | Punten | WK-plaats |
| ---- | ----------- | --------------- | ------ | ----------------- | --- | --- | --- | --- | --- | --- | --- | --- | --- | ---- | --- | --- | --- | --- | --- | --- | --- | ------ | --------- |
| 2009 | Renault R29 | Renault RS27 V8 | B      |                   | AUS | MAL | CHN | BHR | SPA | MON | TUR | GBR | DUI | HON  | EUR | BEL | ITA | SIN | JPN | BRA | ABU | 26     | 8         |
| 2009 | Renault R29 | Renault RS27 V8 | B      | Fernando Alonso   | 5   | 11  | 9   | 8   | 5   | 7   | 10  | 14  | 7S  | DNFP | 6   | DNF | 5   | 3S  | 10  | DNF | 14  | 26     | 8         |
| 2009 | Renault R29 | Renault RS27 V8 | B      | Nelson Piquet jr. | DNF | 15  | 16  | 10  | 12  | DNF | 16  | 12  | 13  | 12   |     |     |     |     |     |     |     | 26     | 8         |
| 2009 | Renault R29 | Renault RS27 V8 | B      | Romain Grosjean   |     |     |     |     |     |     |     |     |     |      | 15  | DNF | 15  | DNF | 16  | 13  | 18  | 26     | 8         |
| Jaar | Chassis     | Motor           | Banden | Coureurs          | 1   | 2   | 3   | 4   | 5   | 6   | 7   | 8   | 9   | 10   | 11  | 12  | 13  | 14  | 15  | 16  | 17  | Punten | WK-plaats |